# Il giardino del diavolo (film 2011)
Il giardino del diavolo (Seeds of Destruction, noto anche come The Terror Beneath) è un film per la televisione del 2011 diretto da Paul Ziller. 

## Trama
Due ambientalisti, Joe e Kate, cercano di trovare le prove per l'ennesimo inquinamento, ma involontariamente assistono allo scambio di soldi per un seme, il "seme dell'Eden". Questo però si trasforma in una pianta sempre più aggressiva in grado di distruggere tutto ciò che incontra, una situazione apocalittica.
Solo Joe e Kate con l'aiuto di Jack e Jocelyn riusciranno a risolvere la situazione.